# Римско-партски войни
Римско-партските войни са част от мащабните римско-персийски войни които обхващат период от 719 години. Конфликтът е между Римската република и империята от една страна и Партия от друга.

## Войни
- Римско-партска война 54-64
- Партска война на Траян
- Римско-партска война 161 – 166